# Earl Eby
Earl Eby (Estados Unidos, 18 de noviembre de 1894-14 de diciembre de 1970) fue un atleta estadounidense, especialista en la prueba de 800 m en la que llegó a ser subcampeón olímpico en 1920.

## Carrera deportiva
En los JJ. OO. de Amberes 1920 ganó la medalla de plata en los 800 metros, con un tiempo de 1:53.6 segundos, llegando a meta tras el británico Albert Hill y por delante del sudafricano Bevil Rudd (bronce con 1:54.0 segundos).